# Berenika Peštová
Berenika Peštová (* 19. září 1971 Most) je česká politička, v letech 2014 až 2021 náměstkyně ministra životního prostředí ČR, od října 2021 poslankyně Poslanecké sněmovny PČR, od roku 2024 zastupitelka Ústeckého kraje, od roku 2014 zastupitelka města Most, členka hnutí ANO.

## Život
Absolvovala Gymnázium T. G. Masaryka v Litvínově a následně vystudovala obor vodní hospodářství a vodní stavby na Fakultě stavební Českého vysokého učení technického v Praze (získala titul Ing.) a později obor úpravnictví na Vysoké škole báňské – Technické univerzitě Ostrava (získala titul Ph.D.). Věnovala se biologickému čištění odpadních vod a hospodaření s odpady.
Už při studiu začala podnikat. V letech 1996 až 2008 pracovala v litvínovské společnosti Chemopetrol, nejprve jako asistentka výrobního ředitele, později jako výkonná manažerka kvality vody (specialistka na čištění odpadních vod). Od února 2014 působila na Ministerstvu životního prostředí ČR jako náměstkyně ministra Richarda Brabce pro řízení sekce technické ochrany životního prostředí. Je členkou dozorčí rady státního podniku Povodí Vltavy.
Berenika Peštová žije ve městě Most. Má dvě děti.

## Politické působení
V komunálních volbách v roce 2014 byla jako členka hnutí ANO zvolena zastupitelkou města Most. Mandát zastupitelky města obhájila ve volbách v roce 2018 jako lídryně ANO. V komunálních volbách v roce 2022 kandidovala do zastupitelstva Mostu ze 7. místa kandidátky ANO. Mandát zastupitelky města se jí podařilo obhájit.
V krajských volbách v roce 2016 kandidovala za ANO do Zastupitelstva Ústeckého kraje, ale neuspěla. V krajských volbách v roce 2024 však již uspěla a byla zvolena krajskou zastupitelkou.
Ve volbách do Poslanecké sněmovny PČR v roce 2013 kandidovala jako nestranička za ANO v Ústeckém kraji, ale neuspěla. Ve volbách do Poslanecké sněmovny PČR v roce 2021 kandidovala jako členka hnutí ANO na 7. místě kandidátky v Ústeckém kraji. Získala 2 363 preferenčních hlasů a stala se poslankyní. Následně rezignovala na post náměstkyně na Ministerstvu životního prostředí ČR.